# Xylonomycetes
Xylonomycetes es una clase de hongos ascomicetos de la subdivisión Pezizomycotina que incluye dos órdenes Symbiotaphrinales y Xylonales. 
Los conformantes de está clase son hongos microscópicos que viven como endosimbiontes de las hojas de los árboles cauchos (Hevea) ya que habitan en sus tejidos brindándoles una mejor protección contra sus patógenos. Fueron hallados en 2012 en un bosque forestal de Perú, pero se cree que pueden estar dispersos por toda Sudamérica.

## Clasificación

Xylona heveae a vista microscópica.

Contiene los siguientes órdenes, familias y géneros:
- Symbiotaphrinales
  - Symbiotaphrinaceae
    - Symbiotaphrina
- Xylonales
  - Xylonaceae
    - Xylona – Género tipo
    - Trinosporium